# El Dorado (album)
Pour les articles homonymes, voir Eldorado (homonymie).
Albums de Shakira
Shakira
(2014) Shakira In Concert: El Dorado World Tour
(2019)
Singles
1. La Bicicleta
Sortie : 27 mai 2016
2. Chantaje
Sortie : 28 octobre 2016
3. Deja Vu
Sortie : 24 février 2017
4. Comme moi
Sortie : 31 mars 2017
5. Me Enamoré
Sortie : 7 avril 2017
6. Perro fiel
Sortie : 15 septembre 2017
7. Trap
Sortie : 26 janvier 2018

El Dorado est le onzième album studio de l'auteure-compositrice-interprète colombienne Shakira, sorti en mai 2017, qui sera suivi d'une tournée mondiale « El Dorado World Tour ».

## Histoire
Shakira sort ce onzième album alors qu'elle était en plein doute concernant sa capacité à faire de la bonne musique, à tel point qu'elle ne savait pas si elle sortirait un autre album. El Dorado est composé essentiellement de chansons d'amours portées par des rythmes tropicaux. Shakira dit avoir retrouvé l'inspiration à partir du moment où elle a changé d'état d'esprit en se disant qu'elle ne devait pas créer un nouvel album mais juste faire une chanson à la fois. Cela a été une libération pour elle. El Dorado est le nom d'une cité d'or mythique recherchée par les européens aux Amériques. Pour Shakira, retrouver l'inspiration a été son El Dorado. Dans le contexte contemporain où la musique se diffuse de plus en plus par des plateformes internet, Shakira note qu'il devient de plus en plus facile de « partager sa musique morceau par morceau ». Et dès qu'elle avait une nouvelle chanson prête, elle pouvait alors avoir une relation directe avec ses fans. Cela a changé beaucoup de choses pour elle : écrire un album représentait pour elle l'escalade du Mont Everest, alors qu'il lui suffisait dorénavant de penser simplement à chaque étape du chemin.

## Composition, influence
Alors que son album précédent, Shakira, était une plongée dans le rock et la musique de danse électronique, la chanteuse s'est inspirée cette fois-ci de ses racines colombiennes. Elle a notamment travaillé avec l'auteur-compositeur Carlos Vives, qui a eu des succès dans le monde hispanophone avec des chansons inspirées de la tradition colombienne. L'album est chanté principalement en espagnol, la langue originelle de Shakira, bien que celle-ci parle très bien l'anglais.

## Récompenses
| Année | Catégorie                  | Remise de prix                   | Résultat | Réf.  |
| ----- | -------------------------- | -------------------------------- | -------- | ----- |
| 2017  | Album de l'année           | Latin American Music Awards      | Nommé    | [ 3 ] |
| 2017  | Meilleur album pop rock    | Latin American Music Awards      | Nommée   | [ 3 ] |
| 2017  | Meilleur album de l'année  | Latin Grammy Award               | Nommé    | [ 4 ] |
| 2017  | Meilleur album pop latino  | Latin Grammy Award               | A gagné  | [ 4 ] |
| 2018  | Meilleur album pop latino  | Grammy Awards                    | A gagné  | [ 5 ] |
| 2018  | Album Latin de l'année     | iHeartRadio Music Awards         | A gagné  | [ 6 ] |
| 2018  | Latin Pop Album de l'Année | Prix Billboard de musique latine | Nommé    | [ 7 ] |
| 2018  | Album pop latin de l'année | Prix Billboard de musique latine | A gagné  | [ 7 ] |

## Performance commerciale
El Dorado débute au numéro 15 sur le Billboard 200 américain, avec 29 000 unités. L'album a débuté numéro deux sur le Top Latin Albums chart, bien que ce soit son premier album depuis Pies descalzos (1995), à ne pas débuter numéro un au Latin Album chart, la semaine suivante il atteint la première place avec 13 000 unités vendues, devenant son sixième album numéro 1, et son huitième album dans les cinq meilleurs. L'album a débuté numéro un sur le classement Pop Latino, devenant son septième album à atteindre ce seuil.
En France, l'album entre numéro 4 avec 4 955 ventes. En 2017, l'album s'est vendu à 33 000 exemplaires physiques et digitales, n'atteignant cependant pas le disque d'or. Le 9 février 2018, l'album est certifié disque d'or pour 50 000 ventes en France. C'est en Suisse romande que l'album débute à la première place (à la troisième place au niveau national, en comptabilisant les parties non-francophones de la Suisse).
Dans le monde, l'album fait son entrée à la neuvième position selon le site allemand Mediatraffic, avec 68 000 ventes. Cependant, le site MusiCharts, estime plutôt le chiffre à 76 000 unités, se classant ainsi septième.
D'après le rapport de fin d'année de Nielsen, l'album a cumulé des équivalents-ventes de 246 000 unités aux États-Unis en 2017, ce qui en fait le deuxième album latin de 2017 en termes de ventes, derrière Odisea de Ozuna, avec 256 000 unités. Il s’agit également de l’album latino le plus vendu pour le premier semestre de 2017 aux États-Unis, avec un total de ventes de 131 000 unités équivalentes à une vente d'album.

## Classement
| Classement (2017)                  | Meilleure position |
| ---------------------------------- | ------------------ |
| Allemagne (Media Control AG)       | 19                 |
| Argentine (CAPIF)                  | 3                  |
| Australie (ARIA)                   | 92                 |
| Autriche (Ö3 Austria Top 40)       | 10                 |
| Belgique (Ultratop Flanders)       | 14                 |
| Belgique (Ultratop Wallonia)       | 2                  |
| Canada (Billboard)                 | 20                 |
| Espagne (PROMUSICAE)               | 2                  |
| Finlande (Suomen virallinen lista) | 32                 |
| France (SNEP)                      | 9                  |
| France (téléchargements)           | 1                  |
| France (physiques)                 | 6                  |
| Grèce (IFPI Greece)                | 9                  |
| Hongrie (MAHASZ)                   | 21                 |
| Italie (FIMI)                      | 12                 |
| Mexique (AMPROFON)                 | 3                  |
| Nouvelle-Zélande Heatseekers       | 4                  |
| Pays-Bas (MegaCharts)              | 20                 |
| Pologne (ZPAV)                     | 16                 |
| Portugal (AFP)                     | 6                  |
| Suisse (Schweizer Hitparade)       | 3                  |
| Suisse (Romandie)                  | 1                  |
| Slovaquie                          | 8                  |
| Suède (Sverigetopplistan)          | 56                 |
| République tchèque (IFPI)          | 14                 |
| Uruguay (CUD)                      | 6                  |
| Écosse (OCC)                       | 45                 |
| Taïwan (Five Music)                | 5                  |
| États-Unis (Top Latin Albums)      | 1                  |
| États-Unis (Pop Latin Albums)      | 1                  |
| États-Unis (Billboard 200)         | 15                 |

## Pistes audio
| 1.    | Me enamoré                                                  | - Shakira - Rayito - Rude Boyz - A.C. - Kevin ADG                            | 3:47 |
| 2.    | Nada                                                        | - Shakira - Ochoa - Supa Dups                                                | 3:10 |
| 3.    | Chantaje (featuring Maluma)                                 | - Shakira - Maluma - Chan "El Genio" (Rude Boyz) - Kevin Jiménez ADG         | 3:16 |
| 4.    | When a Woman                                                | - The Arcade - Chan "El Genio" (Rude Boyz) - Kevin Jiménez ADG               | 3:18 |
| 5.    | Amarillo                                                    | - Shakira - Ochoa - Supa Dups - A.C. - Stephen McGregor                      | 3:40 |
| 6.    | Perro fiel (featuring Nicky Jam)                            | - Shakira - Jam - Saga WhiteBlack                                            | 3:15 |
| 7.    | Trap (featuring Maluma)                                     | - Shakira - Maluma - Chan "El Genio" (Rude Boyz) - Kevin Jiménez ADG - Ochoa | 3:20 |
| 8.    | Comme Moi (with Black M)                                    | - Shakira - Supa Dups - Synthé - Dadju - Black M                             | 3:08 |
| 9.    | Coconut Tree                                                | - Shakira - Ochoa                                                            | 3:50 |
| 10.   | La Bicicleta (with Carlos Vives)                            | - Shakira - Andrés Castro - Carlos Vives - Ochoa                             | 3:48 |
| 11.   | Deja Vu (with Prince Royce)                                 | - D'Lesly "Dice" Lora - Prince Royce - Shakira - Rude Boyz                   | 3:16 |
| 12.   | What We Said (Comme Moi English Version) (featuring MAGIC!) | - Shakira - Supa Dups - Atweh - Synthé - Dadju - Black M                     | 3:00 |
| 13.   | Toneladas                                                   | - Shakira - A.C.                                                             | 3:12 |
| 43:57 |                                                             |                                                                              |      |

## Certifications
| Région ou pays | Certification   | Ventes/unités |
| -------------- | --------------- | ------------- |
| Argentine      | Platine         | 40 000        |
| Brésil         | Platine         | 40 000        |
| Chili          | Platine+ Or     | 22 500        |
| Colombie       | 3 × Platine     | 60 000        |
| Espagne        | Or              | 20 000        |
| France         | Or              | 50 000        |
| Mexique        | 2 × Platine+ Or | 150 000       |
| Pologne        | Or              | 10 000        |
| Pérou          | Platine         | 6 000         |
| Suisse         | Platine         | 20 000        |
| États-Unis     | Diamant (Latin) | 600 000       |

## Suite
En décembre 2018, le magazine Rolling Stone annonce le nom du prochain album de la chanteuse colombienne Shakira, d'après ces informations, il devrait se nommé El Dora2 et devrait sortir courant 2019, le premier single devrait être Clandestino.